# Edgar Moon
Pour les articles homonymes, voir Moon.
Edgar "Gar" Moon (né le 3 décembre 1904 à Forest Hill, Queensland et décédé le 26 mai 1976 à Brisbane) est un joueur de tennis australien.
En 1926, au premier tour de l'Open d'Australie, il bat Gerald Patterson classé numéro 2 du tournoi en 5 manches. Ce dernier gagnera le tournoi l'année suivante.
Demi-finaliste des Championnats d'Australie en 1925 et 1927, il a remporté le tournoi en simple en 1930 ainsi qu'en double messieurs en 1932 et double mixte en 1929 et 1934.
L'Open d'Australie est le seul titre remporté par Edgar Moon. Il a aussi été vice-champion du Queensland en 1924, 1926 et 1929 et des Nouvelle-Galles du Sud en 1930. Cette année-là, il gagne quatre matchs lors des tours préliminaires de la Coupe Davis.

## Palmarès (partiel)

### Titres en simple messieurs
|   | Date       | Nom et lieu du tournoi              | Catégorie    | Surface | Finaliste    | Score         | Tableau |
| - | ---------- | ----------------------------------- | ------------ | ------- | ------------ | ------------- | ------- |
| 1 | 18/01/1930 | Australian Championships, Melbourne | Grand Chelem | Gazon   | Harry Hopman | 6-3, 6-1, 6-3 | Tableau |

### Finales en simple messieurs
Aucune

### Titres en double messieurs
|   | Date       | Nom et lieu du tournoi            | Catégorie    | Surface | Partenaire    | Finalistes                    | Score                | Tableau |
| - | ---------- | --------------------------------- | ------------ | ------- | ------------- | ----------------------------- | -------------------- | ------- |
| 1 | 08/02/1932 | Australian Championships Adélaïde | Grand Chelem | Gazon   | Jack Crawford | Harry Hopman Gerald Patterson | 12-10, 6-3, 4-6, 6-4 | Tableau |

### Finales en double messieurs
|   | Date       | Nom et lieu du tournoi             | Catégorie    | Surface | Vainqueurs                     | Partenaire    | Score              | Tableau |
| - | ---------- | ---------------------------------- | ------------ | ------- | ------------------------------ | ------------- | ------------------ | ------- |
| 1 | 21/01/1928 | Australian Championships Sydney    | Grand Chelem | Gazon   | Jean Borotra Jacques Brugnon   | Jim Willard   | 6-2, 4-6, 6-4, 6-4 | Tableau |
| 2 | 21/01/1933 | Australian Championships Melbourne | Grand Chelem | Gazon   | Keith Gledhill Ellsworth Vines | Jack Crawford | 6-4, 10-8, 6-2     | Tableau |

### Titres en double mixte
|   | Date       | Nom et lieu du tournoi            | Catégorie    | Surface | Partenaire    | Finalistes                      | Score    | Tableau |
| - | ---------- | --------------------------------- | ------------ | ------- | ------------- | ------------------------------- | -------- | ------- |
| 1 | 19/01/1929 | Australian Championships Adélaïde | Grand Chelem | Gazon   | Daphne Cozens | Marjorie Crawford Jack Crawford | 6-0, 7-5 | Tableau |
| 2 | 18/01/1934 | Australian Championships Sydney   | Grand Chelem | Gazon   | Joan Bathurst | Emily Westacott Roy Dunlop      | 6-3, 6-4 | Tableau |

### Finales en double mixte
|   | Date       | Nom et lieu du tournoi           | Catégorie    | Surface | Vainqueurs              | Partenaire  | Score    | Tableau |
| - | ---------- | -------------------------------- | ------------ | ------- | ----------------------- | ----------- | -------- | ------- |
| 1 | 10/09/1928 | US National Champ’s Forest Hills | Grand Chelem | Gazon   | Helen Wills John Hawkes | Edith Cross | 6-1, 6-3 | Tableau |